# Nickelsdorf
Nickelsdorf (Hongaars: Miklóshalma of Miklóshalom) is een gemeente in de Oostenrijkse deelstaat Burgenland, gelegen in het district Neusiedl am See (ND). De gemeente heeft ongeveer 1600 inwoners en is de grensplaats tussen Oostenrijk en Hongarije.

## Geografie
Nickelsdorf heeft een oppervlakte van 60,7 km². Het ligt in het uiterste oosten van het land.
Voorbij Nickelsdorf naar de grens van Oostenrijk-Hongarije komt men in een soort niemandsland, waar geen huizen meer staan. Dit is nog het gevolg van de overgang van West- naar Oost-Europa van toen.

## Festivals

### Jazzfestival
Nickelsdorf is voor liefhebbers van jazz en geïmproviseerde muziek bekend vanwege het festival Konfrontationen, dat elk jaar in het midden van de maand juli wordt gehouden in jazzgalerie Nickelsdorf.

### Rockfestival
Sinds 2005 wordt elk jaar in juni het muziekfestival Nova Rock gehouden in Nickelsdorf. Er komen jaarlijks zo'n 160.000 bezoekers en er stonden bekende artiesten als Metallica, Guns N' Roses, Pearl Jam, Rammstein, Black Sabbath en Iron Maiden.
Andau · Apetlon · Bruckneudorf · Deutsch Jahrndorf · Edelstal · Frauenkirchen · Gattendorf · Gols · Halbturn · Illmitz · Jois · Kittsee · Mönchhof · Neudorf bei Parndorf · Neusiedl am See · Nickelsdorf · Pama · Pamhagen · Parndorf · Podersdorf am See · Potzneusiedl · Sankt Andrä am Zicksee · Tadten · Wallern im Burgenland · Weiden am See · Winden am See · Zurndorf
- Gemeinsame Normdatei: 4527012-0
- MusicBrainz: af654270-5682-4874-bf0e-646cce7496cb
- Virtual International Authority File: 310610623